# Faculdade da Saúde e Ecologia Humana

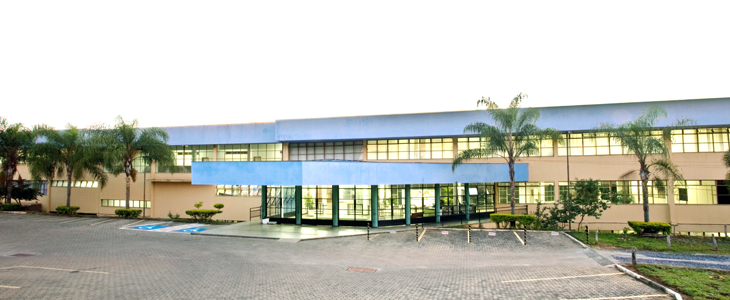
Fachada da faculdade, na Rua São Paulo.

A FASEH (Faculdade da Saúde e Ecologia Humana), é uma instituição particular de ensino superior localizada no município de Vespasiano, no estado de Minas Gerais, Brasil. 
São elementos fundamentais dos cursos da Faseh: a estrutura e funcionalidade do currículo, a metodologia utilizada pelo corpo docente e o desempenho do corpo discente. Esta proposta tornou-se viável devido ao investimento na infraestrutura, na capacitação profissional tanto na área técnica-administrativa como na docente, na busca de parcerias e na promoção de pesquisas e atividades comunitárias com ênfase no compromisso social. A Faseh desenvolve uma proposta pedagógica de inserção de discentes nas atividades educativas frente à realidade social existente o mais precocemente possível, a fim de estimular a capacidade crítica efetiva de seu corpo discente.
Sua missão é promover o desenvolvimento do ser humano, projetando-o em seus alunos, professores, funcionários e comunidade, através de uma base sólida, sustentada na ética e na solidariedade a serviço da dignidade da pessoa; formando profissionais competentes com habilidade técnica acrescida do sustentáculo humanístico, quanto à difusão e propagação do saber, da cultura e das artes; utilizando a interdisciplinaridade e o equilíbrio entre ensino, pesquisa e extensão que têm como meta a criação de um elo inquebrável com a sociedade. 
A Faseh possui uma clínica escola com um centro de atendimento médico à comunidade que foi fundada em 2005 e, desde então vem oferecendo à comunidade atendimentos supervisionados nas áreas de Medicina, Enfermagem e Fisioterapia. Seu mais tradicional curso, Medicina, é muito bem reconhecido na área médica pela excelente qualidade e profissionalismo de seus ex-alunos, sendo considerado por muitos um dos melhores cursos de Medicina do estado de Minas Gerais. Como reflexo, recebeu a nota 5 em Medicina na avaliação do MEC. 
Além disso, seu curso de Direito vem crescendo bastante e sendo cada vez mais reconhecido pelas altas taxas de aprovação de seus alunos nas provas de título da OAB.

## Cursos de Graduação
- Medicina
- Enfermagem
- Fisioterapia
- Direito
- Engenharia de Produção
- Engenharia Civil